# PaintShop Pro
A Paint Shop Pro (röviden PSP) bitképes és vektorgrafikus szerkesztőprogram. Kifejlesztője a JASC Software cég, amit később felvásárolt a Corel, az Adobe Photoshop fő versenytársa.